# Calle del Castillo (Sagunto)
La calle del Castillo es una vía pública de la ciudad española de Sagunto.

## Descripción
La vía, que en el pasado estaba desmigajada en tres tramos diferenciados, ostenta el título porque conducía al castillo de Sagunto. El trazado moderno discurre desde la Plaza Mayor hasta después de la calle de Pedro de Cartagena. Aparece descrita en el Nomenclator de las calles, plazas y puertas antiguas y modernas de la ciudad de Sagunto (1901) de Antonio Chabret y Fraga con las siguientes palabras:

Castillo (calle del). Se extiende desde la calle Mayor hasta el Teatro Romano. Antiguamente se condieraba dividida en tres porciones: la primera se llamaba de En Pau, y comprendía desde la Mayor hasta la casa del Conde de Faura, hoy de los herederos de D. José Galmés; la segunda, desde este punto hasta el Portalet de la Sang, recibía la denominación de la Placeta; y desde dicho portal hasta el monte, se le daba el nombre de calle del Castillo. Recibió el nombre porque por ella se subía al Castillo cuando la puerta de esta fortaleza se abría en una torre desmoronada que existe á unos cincuenta metros á la derecha del último zig-zag del camino actual. Este camino y la puerta donde ahora está se construyó en 1810 para resistir la embestida del ejército francés.
(Chabret y Fraga, 1901, p. 46)